# خوسيه مانويل غارسيا (عداء مراثوني)
خوسيه مانويل غارسيا (بالإسبانية: José Manuel García González)‏ هو عداء مراثوني إسباني، ولد في 24 يناير 1966.

## وصلات خارجية
- خوسيه مانويل غارسيا على موقع الاتحاد الدولي لألعاب القوى (الإنجليزية)